# Otto Fabricius
Otto Fabricius (født 6. marts 1744 i Rudkøbing, død 20. maj 1822 København) var en dansk-norsk præst, missionær, biskop, sproglærer og forfatter af faglitteratur. Han var den første der skrev en grundig beskrivelse af det arktiske dyreliv og blev dermed kendt over hele verden.

## Liv og karriere
Han blev student 1762, og da hans hele hu stod til at blive missionær i Grønland, blev han optaget i det grønlandske seminarium. I 1768 tog han attestats og rejste derefter til Grønland for at missionere. Han kom til Paamiut (Frederikshaab) i 1768 og boede en kort tid i præsteboligen. Efter en kort tid besluttede han sig til at flytte ud til en mindre bygd i området. Her fik han langt mere ro og lejlighed til at lave notater, og han boede og levede som de oprindelige folk der boede der. Under sit ophold i Grønland fik han god lejlighed til at studere de indfødtes sprog og levevis samt til at tilfredsstille sin trang til naturvidenskabelig beskæftigelse.
Sine iagttagelser omsatte Fabricius i en etnografisk beskrivelse af fangstteknikker og redskaber, samt jagtteknikker på Grønland og udformede desuden en grønlandsk grammatik og ordbog, der udkom som en revision af den tidligere udgave af Hans Egede og sønner og som i mere end et halvt århundrede forblev de eneste hjælpemidler for studiet af grønlandsk og som vidner om en skarp iagttagelsesevne og udviklet sans for sprogets særtræk og ejendommeligheder.
Hos grønlænderne fik han stor respekt, fordi han evnede at fange sæl. Han var på Grønland i fire år og lavede i løbet af denne tid så mange notater om hans iagttagelser af dyrelivet, at han i 1780 kunne udgive første udgave af værket Fauna Groenlandica, der rummer de første nøjagtige beskrivelser af og korte, biologiske notitser om det arktiske dyreliv. Dette værk, der er på latin, gjorde ham kendt over hele verden, da det omfattede beskrivelsen af 473 dyrearter, hvoraf 130 var hidtil ukendte.
I 1774 blev han sognepræst i Nedre Telemarken i Norge, men 1779 søgte og fik han det mindre kald i Hobro, hvor fra han dog allerede i 1781 forflyttedes til Rise på Ærø. To år senere blev han præst ved Vajsenhuset i København og 1789 ved Vor Frelsers Kirke, i hvilket embede han forblev (hædret med titel og rang som biskop samt som æresdoktor) indtil sin død.
Fabricius virkede aktivt for missionsarbejdet i Grønland. Han skrev ritual, en salmebog med mere for Grønland, oversatte Nye Testamente i 1794 og Første Mosebog i 1822 til grønlandsk.
Efter opholdet i Grønland publicerede han i Videnskabernes Selskabs Skrifter og i Skrifter af Naturhistorie-Selskabet en større række zoologiske afhandlinger, der for største delen fremtræder som supplementer til hans Fauna Groenlandica eller som bidrag til Zoologia Danica. Blandt disse afhandlinger kan nævnes en afhandling om "de Grønlandske Sæle" fra 1790-1791. Blandt de arbejder, som ikke angår den grønlandske fauna, kan nævnes hans "Bidrag til Snylteormenes Historie" fra 1794 og "Zoologiske Bidrag" (3 afhandlinger fra årene 1818-1826). Som teologisk forfatter udgav han Bidrag til Bibelkundskab i 2 bind, fra 1782 og 1787, og En erfaren gejstlig Mands uforgribelige Tanker ang. Konfessionarius Bastholm’s Forsøg, et indlæg i den af Bastholm i 1785 fremkaldte liturgiske fejde.
I 1804 udgav han Den Grønlandske Ordbog.

## Forfatterskab
- Fauna Groenlandica, systematice sistens animalia Groenlandiæ occidentalis hactenus indagata, qvoad nomen specificum, triviale, vernaculumqve; synonyma auctorum plurium, descriptionem, locum, victum, generationem, mores, usum, capturamqve singuli, prout detegendi occasio fuit, maximaque parte secundum proprias observationes; Hafn. ; Lips., 1780.
- Bidrag til Bibel-Kundskab ved oplysende Anmærkninger over vigtige og vanskelige Steder i den hellige Skrift; København 1783-1787.
- Fem Taler, til Erindring af den Kongelige Stiftelse for fader- og moderløse Børn, holdne i Waysenhuus-Kirken i Aarene 1783 til 1787; København 1787.
- Forsøg til en forbedret grønlandsk Grammatica; København 1791 (2. oplag, København 1801).
- Den grønlandske Ordbog; København 1804.[1] Den er digitaliseret af Det Kongelige Bibliotek.
- Grønlandsbeskrivelse; Udgivet af A. Ostermann - København 1946 (Meddelelser om Grønland, Bind 129, nr. 4).